# Josef Peruschitz

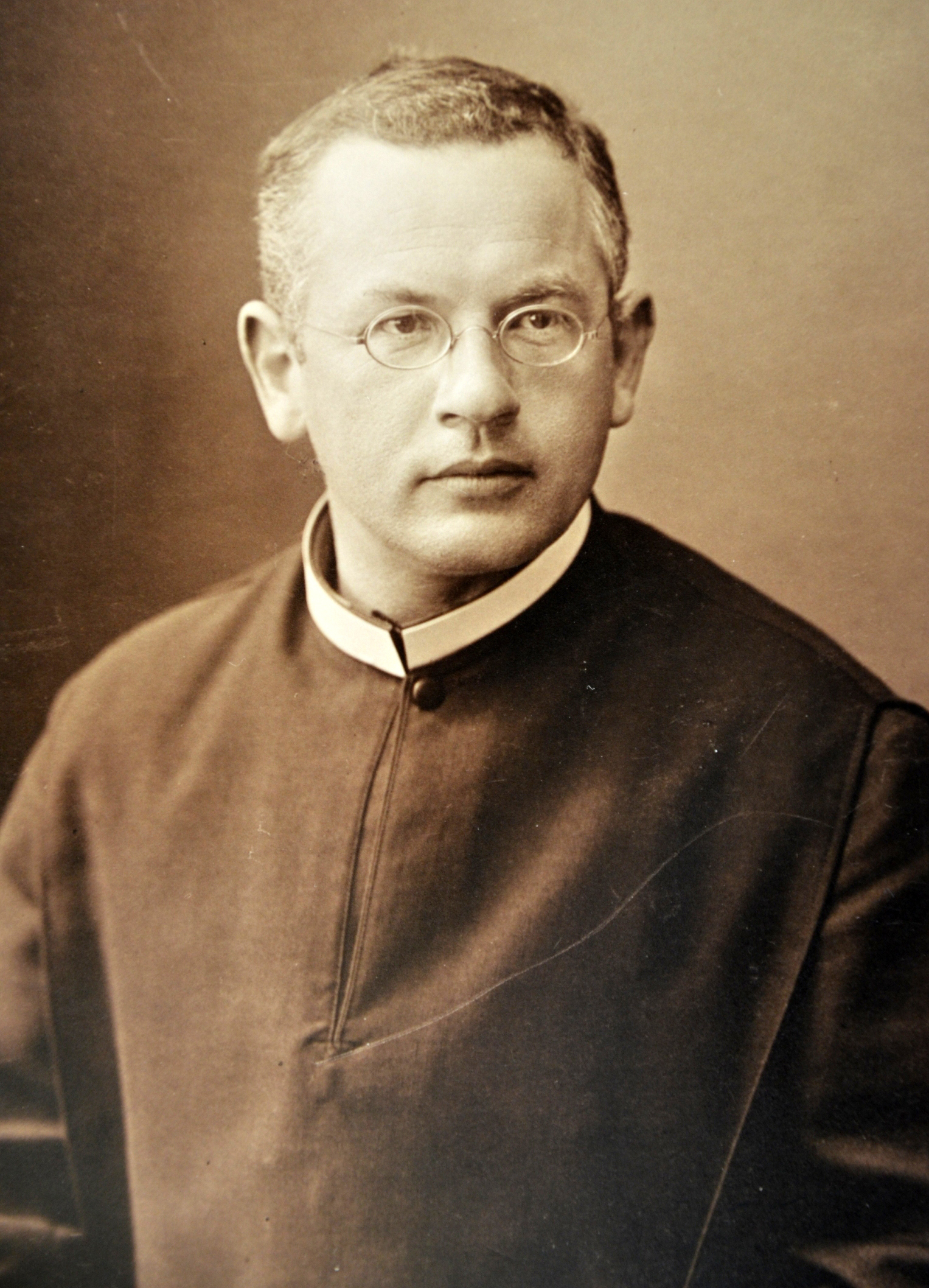
Josef Peruschitz

Josef Peruschitz (Straßlach-Dingharting, 21 maart 1871 - Atlantische Oceaan, 15 april 1912) was een Beiers geestelijke en benedictijn die om het leven kwam bij de scheepsramp met de RMS Titanic.
Peruschitz bezocht het kleinseminarie in Dorfen en vervolgens het grootseminarie in Freising. Hij trad in 1894 in bij de Benedictijnen van Scheyern en werd in 1895 priester gewijd. Even later legde hij zijn Eeuwige Geloften af. Hij doceerde aan de door de Scheyernse Benedictijnen bediende school uiteenlopende vakken als wiskunde, muziek en lichamelijke oefening.
In 1912 werd hij benoemd tot directeur van de Zwitserse Benedictijner school in Minnesota (Verenigde Staten). Hij vertrok eerst naar Engeland, waar hij de stille week doorbracht bij de Benedictijnen van Ramsgate. Hij stapte in Southampton aan boord van de Titanic als passagier der tweede klasse. Hier ging hij iedere dag voor in de Heilige Mis. Hij was een van de twee katholieke priesters aan boord van het schip. Volgens ooggetuigenverslagen gingen beide priesters voor in gebed, nadat het schip de noodlottige aanvaring met de ijsberg had gemaakt. Dezelfde ooggetuigen hebben bevestigd dat Pater Peruschitz weigerde om een plek in een van de reddingsboten in te nemen en erop aandrong dat anderen gered dienden te worden.
Hij kwam om bij de ramp en zijn lichaam werd - indien het al werd geborgen - nooit geïdentificeerd. In het klooster van Scheyern werd een herdenkinsgsteen ingemetseld, waarvan de Latijnse tekst luidt: Dat hij ruste in vrede: Eerwaarde Pater Josef Peruschitz, o.s.b., die op het schip Titanic zichzelf vromelijk heeft opgeofferd, op de leeftijd van 42 jaar, in het zeventiende jaar van zijn priesterschap en zijn plechtige professie.

## Bron
- Lemma over Peruschitz op Encyclopedia Titanica